# Rahuning I
Rahuning I is een bestuurslaag in het regentschap Asahan van de provincie Noord-Sumatra, Indonesië. Rahuning I telt 2965 inwoners (volkstelling 2010).